# 橋口行彦
橋口 行彦（はしぐち ゆきひこ、1883年10月22日 - 1963年7月28日）は日本の政治家、鉄道技師・官僚。鹿児島県串木野市初代市長、鉄道大臣官房研究所所長。

## 経歴
鹿児島県生まれ、串木野市（現いちき串木野市）出身。1907年7月第七高等学校造士館第二部（工科志望）卒業。1912年7月に東京帝国大学工科大学土木工学科を卒業し、鉄道院（後に鉄道省と改称）に入って技手となり、1918年11月技師に昇進。1923年8月から1925年10月に鉄道省在外研究員として欧米留学。1935年6月、鉄道省監督局技術課長となる。1936年7月15日、鉄道大臣官房研究所（現鉄道総合技術研究所）所長に就任。在任中の1937年2月、国際鉄道会議日本政府代表委員としてフランス出張。また、発明奨励委員会委員、工業品企画統一調査委員、学術研究会議工学研究委員会委員、日本学術振興会評議員、学術部委員、科学審議会委員なども務めた。
1940年2月19日に鉄道大臣官房研究所所長を退職。京浜電鉄工務部長に就き、その後東京急行電鉄技術研究所次長、監査部長。1946年3月串木野町農業会長となる。1947年4月、初の民選による串木野町長に当選。1950年10月1日の市制施行により初代串木野市長となり、1951年4月市長再選。任期中、新学制に基づく中学校建設、上水道の整備、消防本部発足などを実施した。計2期務めて1955年4月30日に市長退任。1963年7月28日、兵庫県宝塚市の自宅で死去（79歳没）。